# 遊木康剛
遊木 康剛（ゆうき やすたか、1980年5月6日 - ）は、東京都出身の俳優。

## 出演

### テレビドラマ
- はるちゃん5
- はみだし刑事情熱系7 - 田島優作 役
- こちら本池上署
- 特命係長 只野仁
- 鉄道捜査官4 - 石塚 役
- 桜咲くまで
- それは、突然、嵐のように…
- 特命係長 只野仁2 - チーマーリーダー 役
- 女王の教室 - 不良リーダー 役
- 輪舞曲
- アキハバラ@DEEP
- タイヨウのうた
- たったひとつの恋
- 牙狼〈GARO〉スペシャル 白夜の魔獣 - カラクリ&スタント
- 絶対彼氏
- ごくせん3
- 恋空
- ハンチョウ - 高部智之 役
- オルトロスの犬 第1話（2009年7月24日、TBS）
- 左目探偵EYE - 強盗団2 役
- 俺の空
- GTO
- 好好!キョンシーガール - キョンシー 役

### 映画
- キラーズ（キラーアイドル） - AD 役
- バトル・ロワイアルII 鎮魂歌 - 皆本清 役
- 疾風〜BASEMENT FIGHT〜 - サラリーマン5男 役
- 戦国自衛隊1549
- SHINOBI
- ホールドアップダウン
- DEATH TRANCE
- クローズZERO
- 仮面ライダー THE NEXT
- お姉チャンバラ - エージェント 役
- 少林老女 - 道場破り 役
- 芸者vs忍者 - 浪人 役
- クローズZEROII
- かさぶた姫 - 根本アツシ 役
- 新宿事件
- SP 野望篇 - マスク男 役
- GANTZ
- GANTZ PERFECT ANSWER
- ロボジー
- 苦役列車
- デッド寿司
- プラチナデータ
- 図書館戦争
- 俺はまだ本気出してないだけ
- Dear Girl〜Stories〜THE MOVIE2 ACE OF ASIA - ホンコンスティッククンフーバンド 功夫マン 役
- メサイア〜漆黒の章〜
- 僕は友達が少ない
- キカイダー REBOOT
- 進撃の巨人 ATACK ON TITAN - エレン巨人 役
- 進撃の巨人 END OF THE WORLD - エレン巨人 役
- TRAVERSE -トラバース - - レン役
- シン・ゴジラ（2016） - 応援スタッフ

### V DVD
- 喧嘩番長 - 今井陽二 役
- ガチバン2 - 愛甲龍馬 役
- 新 闇武者 - 黒烏天狗 役
- やりすぎコンパニオン - クウ 役

### CM
- ファンタ
- コカ・コーラ
- 醤油の楠城屋
- VENEZEL
- アップガレージ
- KIRIN ビール のどごし〈生〉（2013年6月）
- JCB - 買い物は、世界を救う。〜だるま篇30秒〜（2013年7月）

### その他
- 浜崎あゆみ MV　月に沈む
- 河村隆一コンサートドラマ　もう一人の河村隆一
- GACKT MV　The Next Decade
- 舞台アウェイインザライフ
- モーションキャプチャメタルギアソリッド4
- モーションキャプチャドラゴンエイジ

### ネット配信
- 仮面ライダーアマゾンズ（2016年）
- BLACKFOX:Age of the Ninja（2019年10月5日）

## 受賞歴
- 第2回ジャパンアクションアワード2014 ベストスタントマン賞 優秀賞 受賞[1]